# 王順祺
王順祺（15世紀—16世紀），字廷壽，號訥庵，江西南昌府進賢縣比隅折桂坊人，明朝政治人物。

## 生平
王順祺個性沉著剛毅、淡泊安分，弘治十一年（1498年）中式江西鄉試舉人，授福建南漳縣知縣，為政使得吏畏民懷，當時巡撫李士實命令他負責兵餉，協助剿滅石和尚亂事，六年後事情平定卻不得陞敘，因此辭官回鄉。不久寧王朱宸濠作亂，王順祺和進賢知縣劉源清守城，斬殺拿偽詔奪取縣符的寧王外戚婁伯，朱宸濠敗亡後獲擢任知州，他堅拒不赴，死後朝廷追贈奉直大夫，賜祭葬。

## 引用
1. 1 2  康熙《進賢縣志·卷十五·人物志二》：王順祺，字廷壽，比隅折桂坊人，沉毅簡靜，自號訥庵，領弘治戊午鄉荐，授南漳縣，為政民懷吏畏，因忤巡撫李士實，適有石和尚之變，委督兵餉奔走𨦟鏑者六年，亂平竟不與敘，因致政歸。淡泊自守，值濠逆，偕邑侯劉源清誓以死殉，逆戚婁伯領偽詔逼奪縣符，順祺決計斬之，侯與士民咸最其功，濠敗事聞擢知州，屢徵不受，及卒贈奉直大夫，賜諭祭葬。
2. ↑  乾隆《南昌府志·卷五十·人物》：王順祺，字廷壽，進賢人，宏治舉人，任南潭知縣，巡撫李士實適有石和尚之變，委督兵餉奔走鋒銷者六年，賊平竟不與敘，因致政歸；宸濠叛，偕縣令劉源清守城，逆戚婁伯領偽詔道奪縣符，順旗立斬之，城卒無恙，濠敗事聞擢知州不赴。 縣志